# Guevorg Manukian
Guevorg Manukian (en armenio: Գևորգ Մանուկյան, en ucraniano: Геворг Манукян; Ereván, 28 de julio de 1993) es un deportista ucraniano de origen armenio que compitió en boxeo.
Ganó una medalla de bronce en el Campeonato Mundial de Boxeo Aficionado de 2015, en el peso pesado. En los Juegos Europeos de Bakú 2015 obtuvo una medalla de plata en el mismo peso.

## Palmarés internacional
| Campeonato Mundial | Campeonato Mundial | Campeonato Mundial | Campeonato Mundial |
| Año                | Lugar              | Medalla            | Categoría          |
| ------------------ | ------------------ | ------------------ | ------------------ |
| 2015               | Doha (Catar)       | Medalla de bronce  | 91 kg              |
| Juegos Europeos    |                    |                    |                    |
| Año                | Lugar              | Medalla            | Categoría          |
| 2015               | Bakú (Azerbaiyán)  | Medalla de plata   | 91 kg              |